# Chrysobothris aeneicollis
Chrysobothris aeneicollis es una especie de escarabajo del género Chrysobothris, familia Buprestidae. Fue descrita científicamente por Deyrolle en 1864.